# Суракаєво
Сурака́єво (рос. Суракаево, башк. Сураҡай) — хутір у складі Куюргазинського району Башкортостану, Росія. Входить до складу Крівле-Ілюшкинської сільської ради.
Населення — 5 осіб (2010; 3 в 2002).
Національний склад:
- чуваші — 100%